# Смърдешени
Смърдешени (на гръцки: Κρυσταλλοπηγιώτες, Кристалопигиотес) са жителите на село Смърдеш (Кристалопиги), Гърция. Това е списък на най-известните от тях.

## Родени в Смърдеш
А – Б – В – Г – Д –
Е – Ж – З – И – Й —
К – Л – М – Н – О —
П – Р – С – Т – У —
Ф – Х – Ц – Ч – Ш —
Щ – Ю – Я

### А
- Адамко Тръпко, свещеник, арестуван през октомври 1903 година, обвинен в „даване на убежище на българските бандити“, осъден на 3 години каторга, заточен в Диарбекир, амнистиран с общата амнистия от 12 април 1904 година[1]
- Александра Шкондорва (1900 - ?), българска народна певица, емигрира в Свободна България, от нея проф. Николай Кауфман записва в 1955 година песен, изпълнявана в Костурско[2]
- Александра Шамандурова (1912 - ?), българска народна певица, емигрира в Свободна България, от нея проф. Николай Кауфман записва в 1955 година песен, изпълнявана в Костурско[2]
- Андон Кляшев (1878 - 1926), български просветен деец и революционер, член на ВМОРО[3]
- Андон Шкондуров (1879 – ?), български революционер, оставил спомени за Илинденското въстание
- Андрей Галев, български емигрантски деец, член на Настоятелството на Костурското братство
- Апостол Чекаларов, български революционер
- Атанас Апостолов Георгиев (1874 - след 1943), български революционер
- Атанас Лекаров, български революционер,
- Атанас Коровешов (1918 - 1945), комунистически революционер, ръководител на НОФ
- Атина Андреева Конукова (1921 - ?), войник на ДАГ (1947 - 1949), изпратена на лечение в Унгария, откъдето в 1954 година идва в България и със съпруга си се установява във Варна, оставя спомени[4]

### В
- Васил Караджов (Βασίλειος Καρατζίδης), гръцки андартски деец от втори клас, бяга в Писодер, където става член на местния гръцки комитет, участва в Балканските войни и тази в Северен Епир[5]
- Васил Костов Коровешов, член на КПГ от 1942 г., член на ЕПОН, партизанин на ЕЛАС и войник на ДАГ в батальона на Пандо Шиперков (1942 - 1949), емигрант в СССР (1949 - 1958), в 1959 г. се установява със семейството си във Варна, България, оставя спомени[6]
- Васил Чекаларов (1874 – 1913), български революционер
- Васил Шанов (1874 – 1953), български революционер и просветен деец

### Г
- Гаврил Константинович (1881 – 1918), ранен македонист
- Георги (Герго) Кляшев (? - 1903), български революционер, умрял на заточение, брат на Пандо Кляшев[7]
- Георги Кръстев Секулов (Секулидис), партизанин на ЕЛАС и войник на ДАГ (1943 - 1949), ранен в 1949 г. е изпратен на лечение в Румъния, откъдето в 1958 г. със семейството си отива във Варна, България, оставя спомени[8]
- Георги Чекаларов (1878 - 1903), български революционер
- Герго Ковача (Γεώργιος Κοβατσίδης), гръцки андартски деец от втори клас, с брат си Хараламби (Χαράλαμπος, агент четвърти клас) създава гръцки комитет в селото;[5] убит през 1907 година от ВМРО чрез Лазар Палков[9]
- Григор Пандов, български емигрантски деец, касиер на Костурското братство
- Грозда Репацова, българска учителка, преподавала в Горенци, Костурско[10]

### Д
- Димитър Митрушев (1890 – 1915), български военен деец, капитан
- отец Димо Трайков (1865 - 1941), български духовник и революционер, деец на ВМОРО и Илинденската организация

### И
- Иван Атанасов, български революционер от ВМОРО, четник на Кочо Цонков[11]
- Иван Наумов Прешленков, български строител
- Иван Стаматов Радков (около 1889 - ?), български военен, служил в Партизанската рота на поручик Никола Лефтеров по време на Първата световна война, постъпил на 15 ноември 1916 г.[12]
- Иван Репацев, български емигрантски деец
- Илия Ковачев[13] (Ηλίας Κοβάτσης), гръцки андартски деец, заедно с брат си Лазар е информатор на Германос Каравангелис[5]
- Илия Никола, арестуван през октомври 1903 година, обвинен в „даване на убежище на българските бандити“, осъден на 3 години каторга, заточен в Диарбекир, амнистиран с общата амнистия от 12 април 1904 година[1]

### К
- Коста Наумов Шкоклев (1882 - след 1943), български революционер,
- Кръсто Дамов Капурдов (1874 - след 1943), български революционер
- Коста Жежаята, деец на ВМОРО[14]
- Коля Чоки, деец на ВМОРО[14]

### Л
- Лазар Курчов (Λάζαρος Κύρτσος), гръцки андартски деец от трети клас, убит през юли 1903 година от дейци на ВМОРО[15]
- Лазар Мицов (1872 - след 1943), български революционер от ВМОРО
- Лазар Попянчев (1874 - след 1913), български революционер от ВМОРО
- Лаки Поповски (? - 1903), български революционер от ВМОРО
- Любомир Димитров, български съдия[16]

### Н
- Нако Никола, арестуван през октомври 1903 година, обвинен в „даване на убежище на българските бандити“, осъден на 4 години каторга, заточен в Диарбекир, амнистиран с общата амнистия от 12 април 1904 година[17]
- Наум Масалинков (1875 – ?), български революционер, деец на ВМОРО, македоно-одрински опълченец
- Наум Митрушев, български революционер
- Наум Петре, арестуван през октомври 1903 година, обвинен в „даване на убежище на българските бандити“, осъден на 4 години каторга, заточен в Диарбекир, амнистиран с общата амнистия от 12 април 1904 година[18]
- Никола (Лаки) Гелин Каранджов, деец на ВМОРО, войвода на смърдешката чета по време на Илинденско-Преображенското въстание[19]
- Никола Гичов[13] (Νικόλαος Γκίτσας), деец на ВМОРО,[14] в същото време е шпионин на гръцката пропаганда и водач на андарти[5]
- Никола Курчов (Νικόλαος Κύρτσος), гръцки андартски деец, подпомага капитан Вардас[15]
- Никола Шамандуров (? – 1903), български революционер от ВМОРО, четник при Иван Попов, загинал над селото на 28 август[20]
- Норман Василев (р. 1912 - ?), интербригадист[21]

### П
- Панайот Кляшев, деец на ВМОРО[14]
- Панайот Костов (1874 – 1951), български лекар, кмет на Пловдив (1927-1928)
- Пандо Кляшев (1882 – 1907), български революционер
- Пандо Цветков (1880 - 1957), български революционер
- Пандо Шиперков (? – 1948), гръцки партизанин

### Р
- Ристе Георго, арестуван през октомври 1903 година, обвинен в „даване на убежище на българските бандити“, осъден на 4 години каторга, заточен в Диарбекир, амнистиран с общата амнистия от 12 април 1904 година[18]

### С
- Станко Андонов Ранов (Стойко Атанасов Раков) (? – 28 април 1917), български офицер[22][23]
- Стерьо Стерьовски (1876 – 1905), български революционер
- Стоян Чекаларов (1884 - 1907), български революционер от ВМОРО

### Т
- Тодор Рачов, деец на ВМОРО[14]
- Търпо Цуцулев (Цуцулов, ? - 1903), български революционер от ВМОК и ВМОРО

### Ф
- Филип Атанасов (1888 – 1956), български учен, преподавател в Медицинския факултет на СУ, деец на Македонската федеративна организация и ВМРО (обединена)

### Х
- Христо Курчов (Χρήστος Κύρτσος), гръцки андартски деец от трети клас, подпомага Коте Христов и Павел Киров отпреди 1903 година, става четник на капитан Каудис, а през 1906 година бяга в Канада, по-късно се връща и подпомага четата на Емануил Скундрис[15]
- Христо Репавцов (1864 - 1941), български революционер от ВМОРО
- Хенри Д. Каранджев, българин емигрант в САЩ, финансист и банкер, работил в Гранит Сити, Илинойс

### Я
- Янаки Вражинов (Вържинов, 1869 - 1949), един от най-известните софийски пекари[24]
- Яно Гяров, деец на ВМОРО[14]

## Други
- Наум Шопов (1930 – 2012), български артист по произход от Смърдеш

## Македоно-одрински опълченци от Смърдеш
- Ангел П. Щурков, 1 рота на 8 костурска дружина, носител на орден „За храброст“ IV степен[25]
- Антон Илиев (1884 – ?), 1 и 3 рота на 6 охридска дружина[26]
- Антон Попкиров (Киров, 1879 – ?), декоратор, 1 рота на 10 прилепска дружина, носител на орден „За храброст“ IV степен[27]
- Апостол Янчев (1893 – ?), 1 рота на 6 охридска дружина[28]
- Атанас К. Попов (1862 – ?), предприемач, II клас, Нестроева рота на 10 прилепска дружина[29]
- Атанас Кръстев (1890 – ?), Нестроева рота на 6 охридска дружина[30]
- Васил Галев (1881/1882 – ?), Лазарет, Нестроева рота на 6 охридска дружина, 1 рота на 14 воденска дружина[31]
- Георги Антонов, 30-годишен, 1 рота на 6 охридска дружина, носител на орден „За храброст“ IV степен[32]
- Георги Ан. Рапов, 6 охридска дружина[33]
- Димитър Юруков (1869 – ?), Нестроева рота на 6 охридска дружина[34]
- Дичо Илиев (1880 – 1913), 1 рота на 6 охридска дружина[35][36]
- Иван Атанасов (1893 – ?), Нестроева рота на 6 охридска дружина[37]
- Иван Тодоров, 1 рота на 8 костурска дружина, носител на орден „За храброст“ IV степен[38]
- Иван Тодоров, 1 рота на 8 костурска дружина[38]
- Илия Атанасов Шонев (1873 - след 1943), български революционер, аптекар, 1 рота на 10 прилепска дружина, носител на орден „За храброст“[39]
- Илия Проданов (1874 – ?), 4 рота на 10 прилепска дружина, Нестроева рота на 11 сярска дружина[40]
- Кръстьо Янкулов (1885 – ?), 1 рота на 10 прилепска дружина[41]
- Кръстю (Кръсто) Кръстев (1888 – ?), Костурска съединена чета[42]
- Лазар Василев (1870 – ?), предприемач, Нестроева рота на 10 прилепска дружина[43]
- Никола Андонов, 48-годишен, каменар, Нестроева рота на 10 прилепска дружина[44]
- Никола Кръстев (1882 – ?), Костурска съединена чета[45]
- Никола (Колю) Пандов (1892 – ?), 1 рота на 6 охридска дружина, носител на орден „За храброст“ IV степен[46]
- Пандо Ив. Шопов (Шилев), 2 отделна партизанска рота, четата на Панайот Карамфилов, 4 рота на 15 щипска дружина, 8 костурска дружина[47]
- Петър Андреев, 30-годишен, предприемач, ІV клас, 1 рота на 10 прилепска дружина[48]
- Сотир Савов (ок. 1880 – ?), деец на ВМОРО, македоно-одрински опълченец, с Костурската съединена чета пристига в Костурско и през декември 1912 година с Пандо Сидов, начело на местната милиция спират османското настъпление от Корча към Костур[49][50]
- Сотир Ставрев (Ставров), 4 рота на 5 одринска дружина[51]
- Спиро Пандов (1879 – ?), Нестроева рота на 6-а охридска дружина[46]
- Ставро (Ставри) Наумов (1877 – ?), 1 рота на 6 охридска дружина, носител на орден „За храброст“ IV степен[52]
- Станко Андонов, 19-годишен, ученик, VI клас, 2 скопска дружина, Инженерно-техническа част, носител на орден „За храброст“ IV степен[44]
- Филип Николов, в 1912 година завършва с двадесет и шестия випуск Солунската българска мъжка гимназия,[53] 1 рота на 3 солунска дружина[54]
- Филип Савов (1876 – ?), Костурска съединена чета, носител на орден „За храброст“ IV степен[55]
- Христо Кръстев, Костурска съединена чета[56]
- Христо Цветков (1864 – ?), 1 рота на 6 охридска дружина[57]
- Христо Янчев (1863 – ?), Нестроева рота на 6 охридска дружина[58]
- Яким Гьошев, 4 рота на 8 костурска дружина[59]
- Янаки Стефанов (1870 – ?), 1 и Нестроева рота на 6 охридска дружина[60]
- Яне Попов (1884 – ?), 1 рота на 6 охридска дружина[61]
- Яне Попянчев (Хаджиянев, Янев, Янчев), Нестроева рота на 1 прилепска дружина, щаб на 3 бригада[62]
- Яни (Яне) Андреев, 27-годишен, 1 рота на 6 охридска дружина[48]
- Яни Наумов (1882 – ?), 1 рота на 6 охридска дружина[63]